# Duch liturgii
Duch liturgii (niem. Der Geist der Liturgie. Eine Einführung) – publikacja kardynała Josepha Ratzingera, wydana w 2000 roku; wydanie polskie ukazało się w 2002 roku nakładem Klubu Książki Katolickiej. 
Treścią publikacji jest refleksja nad istotą liturgii chrześcijańskiej – jej wymiarem kosmicznym, miejscem jakie zajmuje w historii religii i ludzkiej egzystencji, a także nad relacją między Izraelem i Kościołem na historycznej drodze liturgii, oraz nad związkiem między kultem a kulturą.
Publikacja ta odbiła się szerokim echem wśród współczesnych teologów i liturgistów. Krytycy (np. o. Pierre-Marie Gy OP) zarzucali autorowi m.in. rozmijanie się z naukami Soboru Watykańskiego II, z kolei entuzjaści podkreślali, że kardynał broni wartości typowych dla rytu trydenckiego.
Książka składa się z czterech części:
I – O istocie liturgii
II – Czas i przestrzeń w liturgii
III – Sztuka i liturgia
IV – Kształt liturgii